# Synagoga w Zwoleniu (powiat zwoleński)

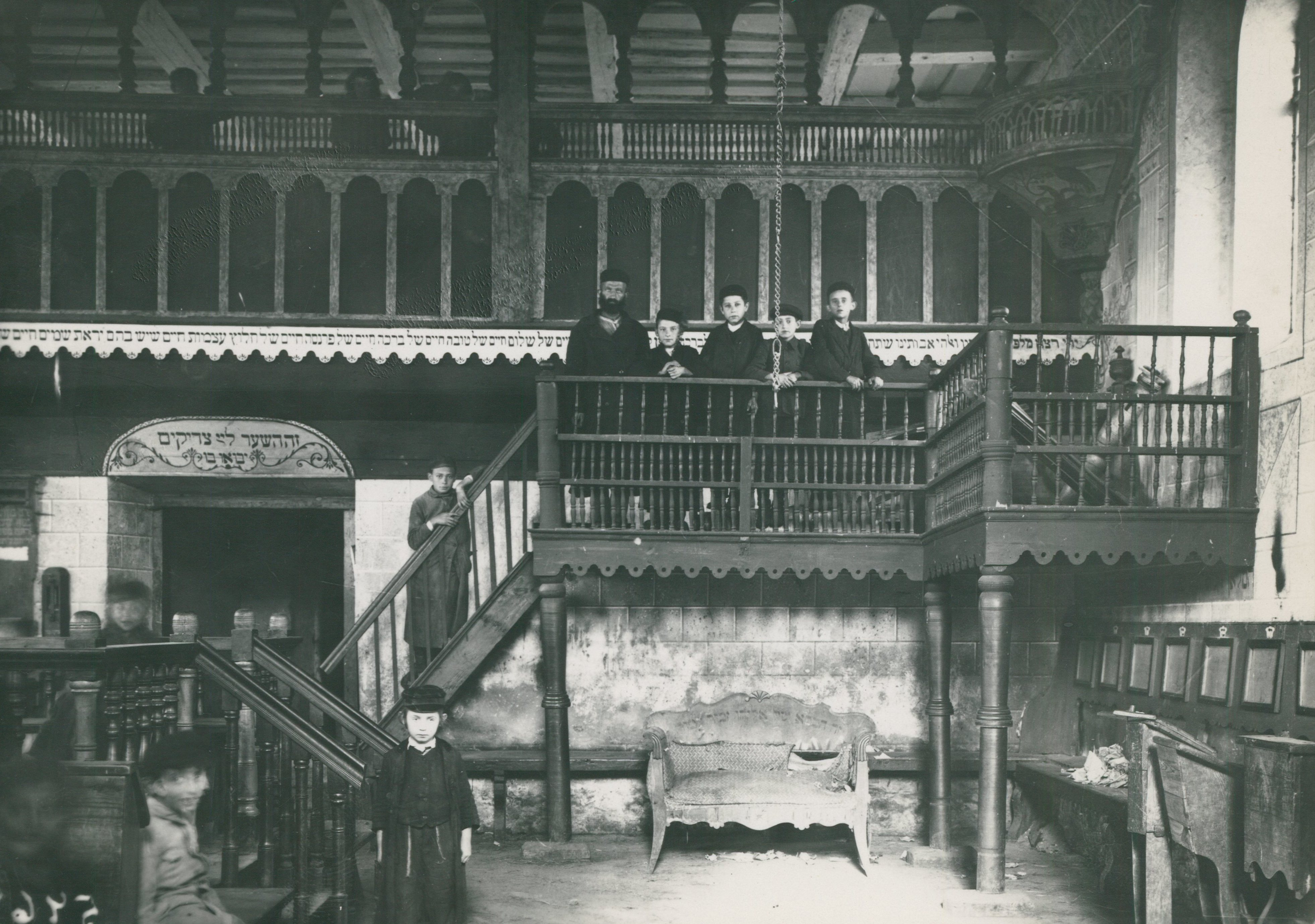
Wnętrze synagogi

Synagoga w Zwoleniu – synagoga znajdująca się w latach 1834−1939 w miejscu obecnego skrzyżowania ulic Władysława Jagiełły i Kościuszki w Zwoleniu. 

## Historia
Była to parterowa budowla w części sali modlitw i piętrowa w części babińca. Posiadała przypory na narożnikach. Pokryta była łamanym dachem polskim i kryta gontem. 
Synagoga została zniszczona w wyniku pożaru po bombardowaniu miasta przez Luftwaffe we wrześniu 1939, a później rozebrana.